# Van der Kunstraat
De Van der Kunstraat is een relatief korte straat in Amsterdam-Oost, Van der Kunbuurt.

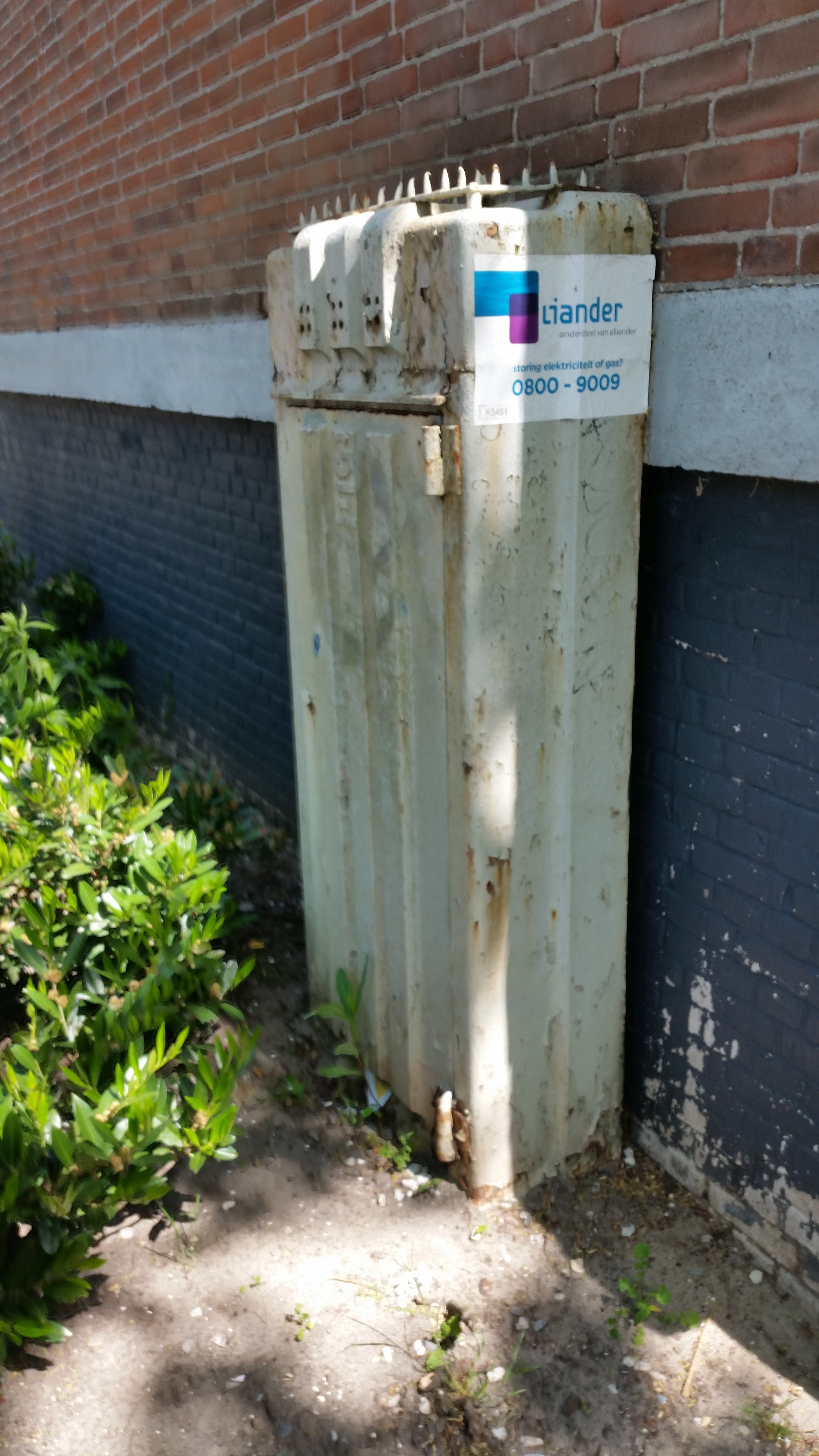
Schakelkast van Marnette (mei 2020)

De straat kreeg haar naam op 26 juli 1939 per raadsbesluit; ze werd daarbij vernoemd naar de ingenieur Leopold Johannes Adriaan van der Kun die werkte aan de Rhijnspoorweg, die de "natuurlijke oostgrens" vormt van de Van der Kunbuurt. De straat begint voor wat betreft huisnummering aan de Mr. Treublaan. Echter daar is geen ingang voor ander verkeer dan voetgangers. De straat eindigt met een knik naar de Weesperzijde, de enige in- en uitgang van dit buurtje. De straat had slechts bebouwing aan westkant van de straat, de huisnummers liepen door tussen 1 en 17 (even en oneven). Dit blok vormde de achterzijde van een blok aan de Weesperzijde met tussen de blokken binnentuinen. De portiekwoningen van vier bouwlagen hoog waren ontworpen door Cornelis Keesman en leken dan ook op de Keesmanblokken in Amsterdam Oud-West.
 
Uitzondering op dit geheel is Van der Kunstraat nummer 18; dit maakt onderdeel uit van de gevelwand aan de Weesperzijde en is ontworpen door Willem Ouëndag (W.B. Ouëndag).

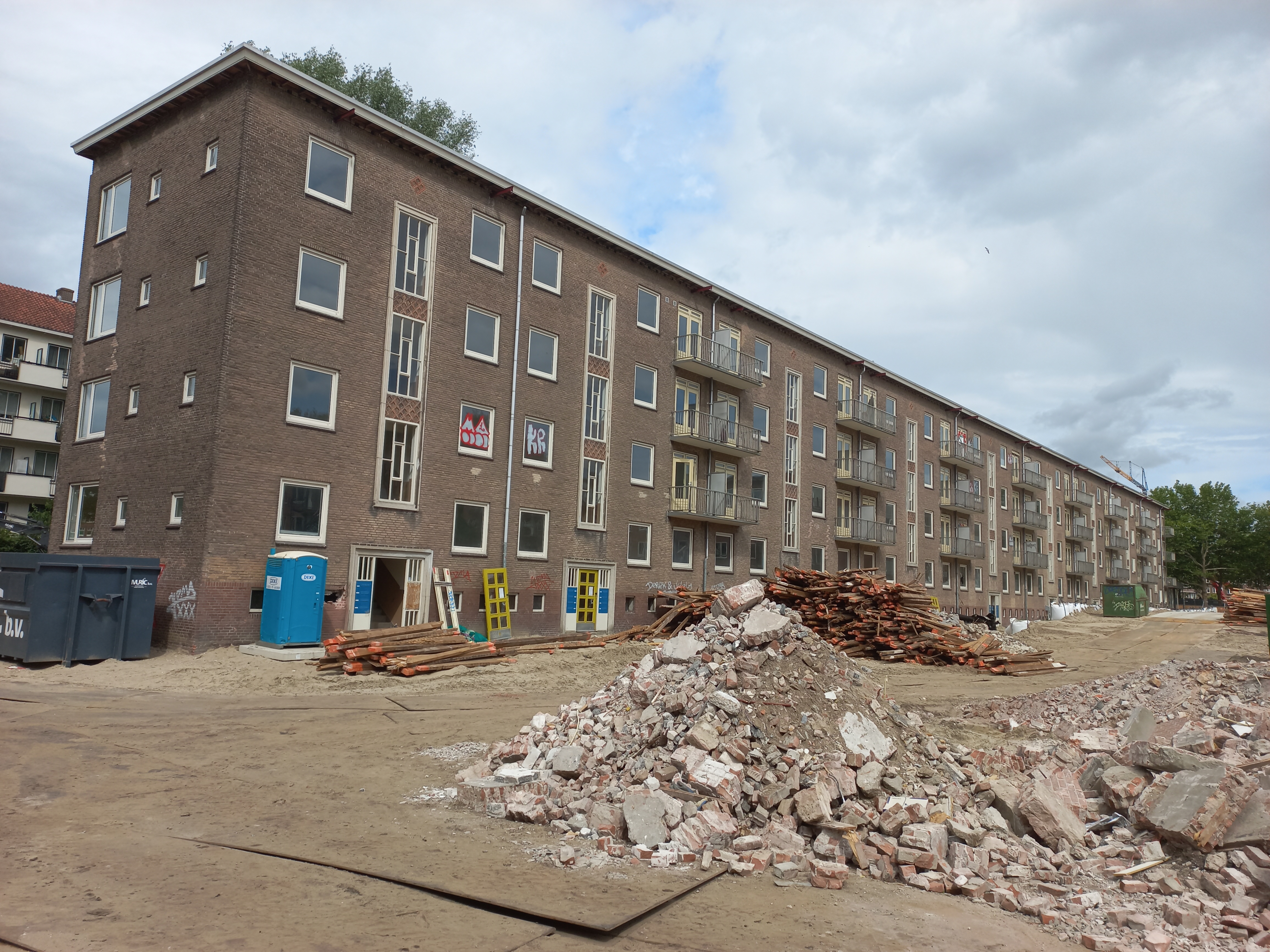
Sloop (juni 2025)

De woningen aan de Van der Kunstraat waren alle sociale woningbouw en vormde sinds de jaren negentig punt van geschil tussen woningbouwverenigingen en projectontwikkelaars enerzijde die wilden slopen en stadsdeel en bewoners aan de andere kant (behoud). Deze kwestie gold voor de hele buurt, zie toekomst Van der Kunbuurt.
De buurt was in wezen doodlopend; openbaar vervoer was er niet te vinden. Door de komst van een achteringang van Station Amsterdam Amstel in 1979 echter wel op loopafstand aanwezig. Voor kunst in de openbare ruimte was hier nauwelijks ruimte. Wel staat aan de straat een anachronisme in de vorm van een schakelkast, ontworpen in de stijl van de Amsterdamse School door Pieter Lucas Marnette.
Begin 21e eeuw begon al de discussie of het nog de moeite was het woonblok aan deze straat te bewaren; het was te sterk verouderd. Buurtbewoners en ook stadsdeel bemoeide zich ermee. Na jaren overleg begon begin 2025 de sloop om plaats te maken voor nieuwbouw.  